# Croix de Beaune-les-Mines
Le croix de Beaune-les-Mines est une croix monumentale situé à Limoges dans le département de la Haute-Vienne en région Nouvelle-Aquitaine.

## Historique
La croix en pierre située sur la place de l'église de Beaune est classée au titre des monuments historiques par arrêté du 30 juillet 1910.